# Pitcairnia unilateralis
Pitcairnia unilateralis är en gräsväxtart som beskrevs av Lyman Bradford Smith. Pitcairnia unilateralis ingår i släktet Pitcairnia och familjen Bromeliaceae. IUCN kategoriserar arten globalt som sårbar. Inga underarter finns listade i Catalogue of Life.